# Bogajići
Bogajići este un sat din comuna Plav, Muntenegru. Conform datelor de la recensământul din 2003, localitatea are 427 de locuitori (la recensământul din 1991 erau 523 de locuitori).

## Demografie
În satul Bogajići locuiesc 282 de persoane adulte, iar vârsta medie a populației este de 30,9 de ani (31,3 la bărbați și 30,5 la femei). În localitate sunt 96 de gospodării, iar numărul mediu de membri în gospodărie este de 4,44.
Această localitate este populată majoritar de bosniaci (conform recensământului din 2003).
|  |

| Demografie | Demografie | Demografie |
| An         | Locuitori  | Locuitori  |
| ---------- | ---------- | ---------- |
|            |            |            |
|            |            |            |
|            |            |            |
|            |            |            |
| 1948       | 469        |            |
| 1953       | 502        |            |
| 1961       | 522        |            |
| 1971       | 576        |            |
| 1981       | 560        |            |
| 1991       | 523        | 487        |
| 2003       | 599        | 427        |

| \| Componența etnică conform recensământului din 2003[2] \| Componența etnică conform recensământului din 2003[2] \| Componența etnică conform recensământului din 2003[2] \| Componența etnică conform recensământului din 2003[2] \| Componența etnică conform recensământului din 2003[2] \| \| ----------------------------------------------------- \| ----------------------------------------------------- \| ----------------------------------------------------- \| ----------------------------------------------------- \| ----------------------------------------------------- \| \| \| \| \| \| \| \| Bosniaci \| Bosniaci \| \| 374 \| 87,58% \| \| Musulmani \| Musulmani \| \| 36 \| 8,43% \| \| Albanezi \| Albanezi \| \| 17 \| 3,98% \| \| necunoscută \| necunoscută \| \| 0 \| 0% \| |             |  |     |        |
| Componența etnică conform recensământului din 2003 |             |  |     |        |
| |             |  |     |        |
| Bosniaci | Bosniaci    |  | 374 | 87,58% |
| Musulmani | Musulmani   |  | 36  | 8,43%  |
| Albanezi | Albanezi    |  | 17  | 3,98%  |
| necunoscută | necunoscută |  | 0   | 0%     |